# 버셔시 SC

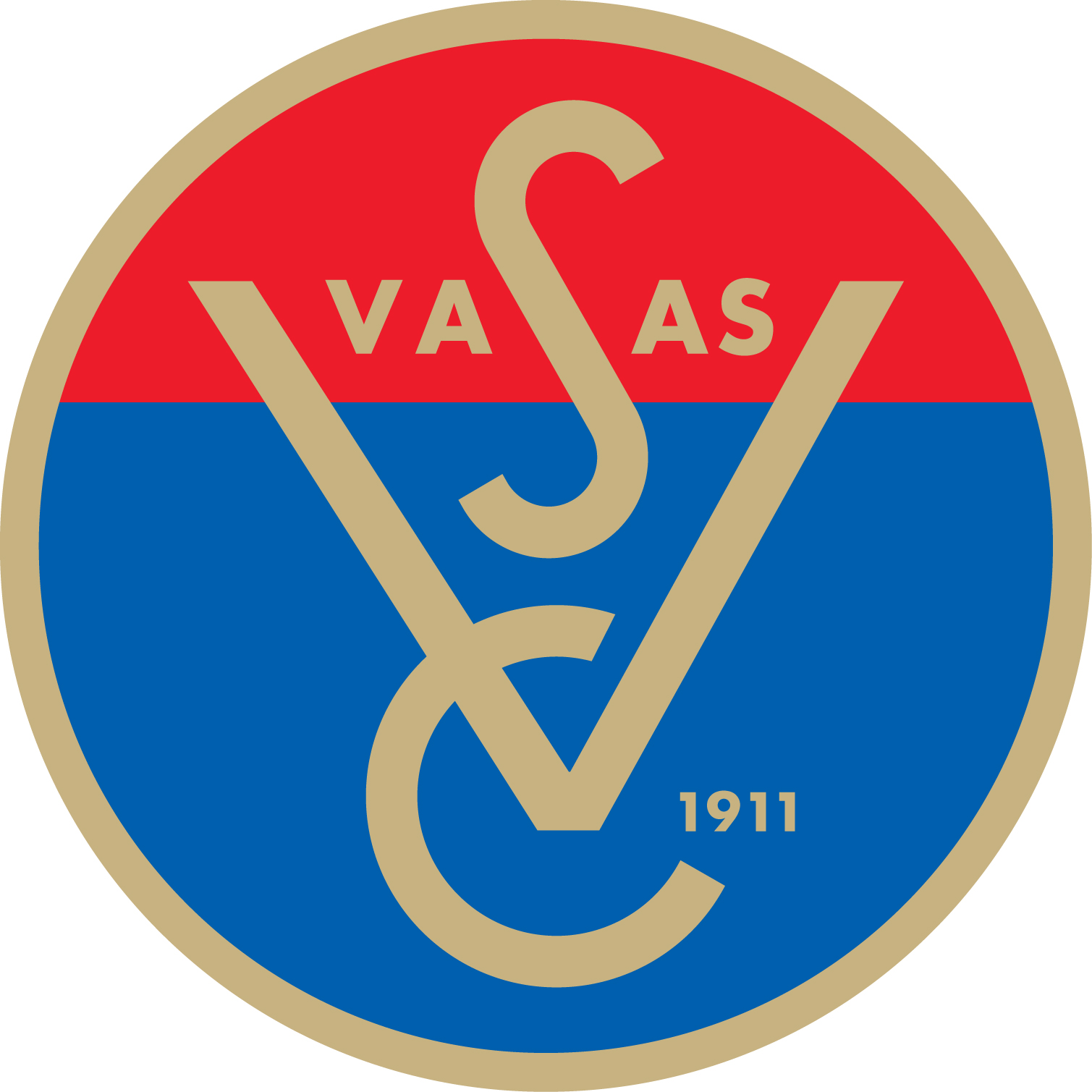

버셔시 SC(Vasas SC)는 헝가리의 수도 부다페스트를 본거지로 하는 축구 클럽이다. 이 팀은 1911년에 설립 되었으며 현재 넴제티 버이녹샤그 II에 출전하고 있다.

## 선수 명단

### 현역
참고: FIFA 자격 규정에 따라 소속된 국가대표팀 국기를 표시합니다. 선수는 복수의 FIFA 비회원국 국적을 가지고 있을 수 있습니다.
| 번호 | 포지션 | 국적 | 이름          |
| ---- | ------ | ---- | ------------- |
| 13   | MF     |      | 좀보르 베레츠 |

| 번호 | 포지션 | 국적       | 이름              |
| ---- | ------ | ---------- | ----------------- |
| 88   | MF     | 슬로바키아 | 요제프 우르블리크 |

## 역대 감독
| 감독          | 임기      |
| ------------- | --------- |
| 벨라 구트만   | 1945      |
| 버로티 러요시 | 1953~1957 |
| 버로티 러요시 | 1972~1974 |
| 메쇠이 칼만   | 1978~1980 |
| 메쇠이 칼만   | 1983~1984 |
| 메쇠이 칼만   | 1988~1989 |
| 메쇠이 칼만   | 1993~1994 |
| 게러 졸탄     | 2024~     |